# 余璦
余璦 （1476年—？年），字德夫，四川成都府內江縣人，明朝政治人物。

## 生平
四川鄉試第五十四名舉人。正德六年（1511年）中式辛未科會試第三百五十名，登第三甲第八十六名進士。

## 家族
曾祖余□；祖父余則善；父余夔，曾任知府。嫡母陰氏；生母丘氏。